# Kateřina Smržová
Kateřina Smržová (* 26. září 1980 Praha, Československo) je česká modelka a I. vicemiss ČR 2002.

## Život
V roce 2002 se zúčastnila české soutěže krásy Miss České republiky a umístila jako I. vicemiss. Poté Českou republiku reprezentovala na mezinárodní soutěži krásy Miss World, jehož finále se konalo 7. prosince 2002 v Londýně. Neuspěla však. Poté ještě reprezentovala naší zemi na mezinárodní soutěži krásy Miss Universe, jehož finále se konalo 3. června 2003 v Panamě. Tam se umístila v na 8. místě. Po úspěchu na soutěži Miss Universe odletěla pracovně do New Yorku. Na soutěži si jí totiž všiml americký miliardář Donald Trump a nabídl jí práci ve své agentuře.
Nejčastěji pracuje v Miláně, USA, Turecku. Nechala si zvětšit poprsí z velikosti A na velikost C.
Je vegetariánka.